# Darwin Mounds
I Darwin Mounds sono una vasta area di cumuli sabbiosi sottomarini, scoperti nel 1998, situati a oltre 1 000 metri di profondità, a circa 185 km a nord-ovest di Capo Wrath, sulla costa nord-occidentale della Scozia.

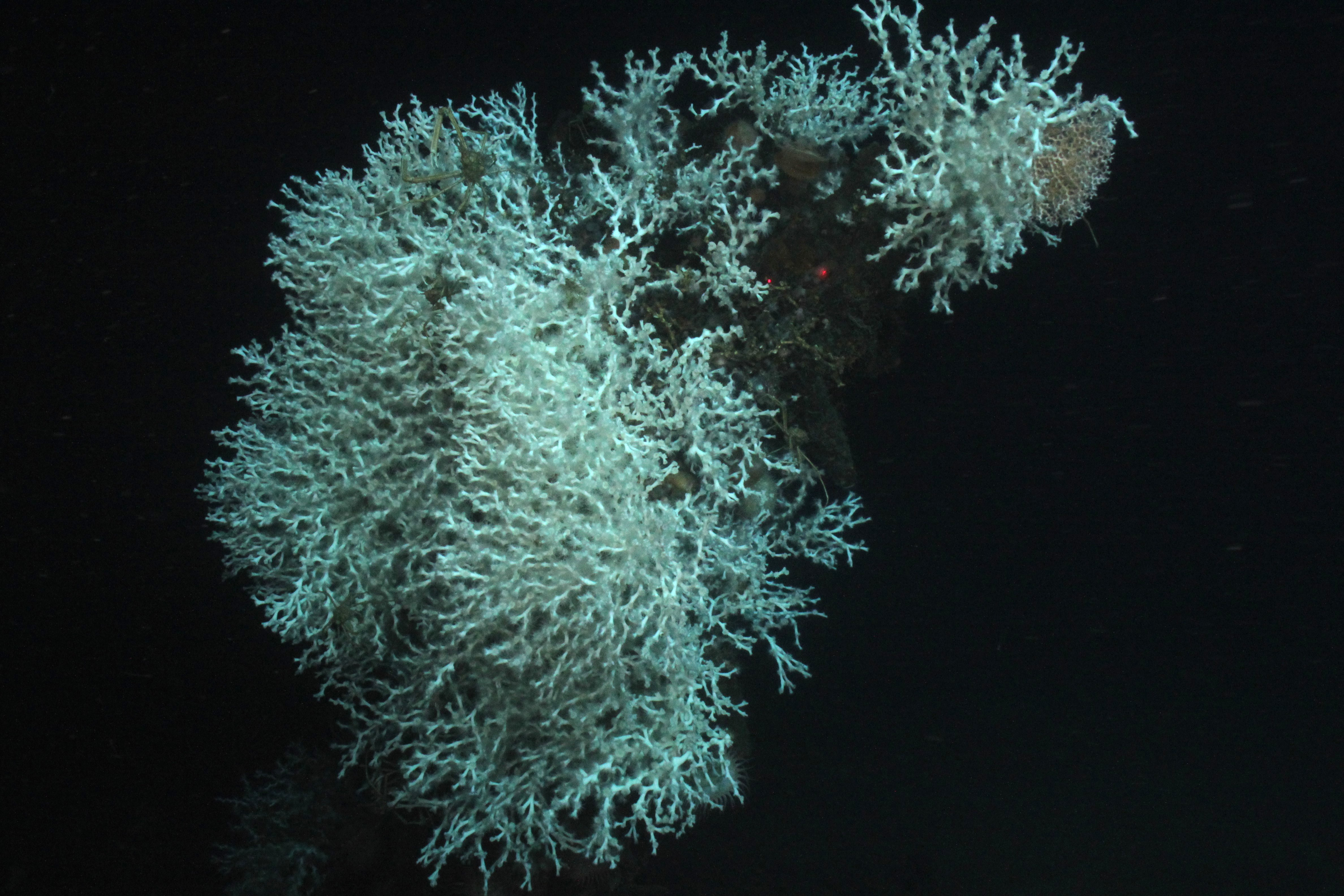
Colonia di Desmophyllum pertusum

L'area comprende oltre un centinaio di cumuli sabbiosi, che coprono una superficie complessiva di circa  100 km2. I cumuli misurano circa 5 m di altezza per 100 m di diametro. La maggior parte dei cumuli, di forma grossolanamente circolare, ha una sorta di «coda», di lunghezza variabile, che da all'insieme la forma di una «lacrima»..
La sommità e i fianchi di questi cumuli ospitano colonie del corallo Desmophyllum pertusum, una madrepora  d'acque profonde della famiglia Caryophylliidae (sin. Lophelia pertusa).
L'area rappresenta un habitat tipico di barriera corallina di acque profonde. 
Queste barriere coralline di profondità sono vulnerabili e la principale minaccia alla loro integrità è rappresentata dalla pesca a strascico.